# Représentations diplomatiques en Côte d'Ivoire
Cette page liste les représentations diplomatiques en Côte d'Ivoire. Actuellement, Abidjan, la plus grande ville du pays, abrite actuellement 54 ambassades. La capitale Yamoussoukro n'accueille aucune ambassade.

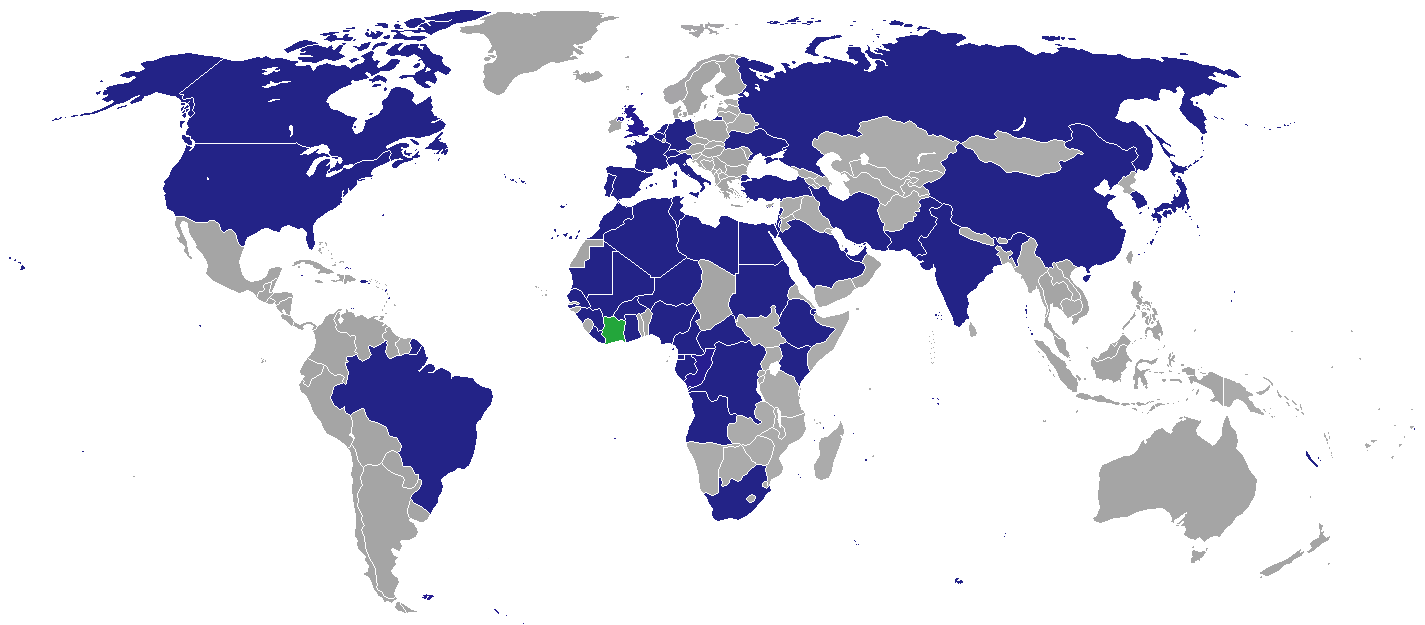
Carte des représentations diplomatiques en Côte d'Ivoire

## Ambassades à Abidjan
- Afrique du Sud
- Algérie
- Allemagne
- Angola
- Arabie saoudite
- Belgique
- Brésil
- Burkina Faso
- Cameroun
- Canada
- Chine
- Corée du Sud
- Djibouti
- Égypte
- Émirats arabes unis
- Espagne
- États-Unis
- Éthiopie
- France
- Gabon
- Ghana
- Guinée
- Guinée équatoriale
- Inde
- Iran
- Israël
- Italie
- Japon
- Kenya
- Liban
- Liberia
- Libye
- Mali
- Maroc
- Mauritanie
- Niger
- Nigeria
- Pakistan
- Palestine
- Pays-Bas
- Portugal
- Qatar
- République centrafricaine
- République démocratique du Congo
- République du Congo
- Royaume-Uni
- Russie
- Sénégal
- Soudan
- Suisse
- Tchad
- Tunisie
- Turquie
- Vatican

## Mission à Abidjan
- Union européenne (délégation)
- Taïwan (bureau de représentation)[2]

## Consulats

### Consulat àBouaké
- Burkina Faso[3]
- Mali[4]

### Consulat àSoubré
- Burkina Faso[5]

## Ambassades non résidentes
- Argentine (Abuja)[6]
- Australie (Accra)[7]
- Autriche (Dakar)[8]
- Croatie (Rabat)[9]
- Cuba (Conakry)[10]
- Danemark (Accra)[11]
- Grèce (Abuja)[12]
- Indonésie (Dakar)[13]
- Irlande (New York)[14]
- Mexique (Rabat)[15]
- Nicaragua (Dakar)[16]
- Paraguay (Pretoria)[17]
- Pologne (Abuja)[18]
- Roumanie (Dakar)[19]
- Serbie (New York)[20]
- Slovaquie (Abuja)[21]
- Suède (Stockholm)[22]
- Tanzanie (Abuja)[23]
- Trinité-et-Tobago (Abuja)[24]
- Vietnam (Rabat)